# Chandagajty
Chandagajty (in russo Хандагайты? è un villaggio della Repubblica di Tuva, Russia, centro amministrativo dell'Ovjurskij kožuun. Aveva, nel 2021, una popolazione di 3 528 abitanti.